# Месијански Јевреји
Месијански Јевреји (хебр. הדות משיחית ;יַהֲדוּת מְשִׁיחִית‎) јесте назив за један синкретички покрет, верску секту која је спој старозаветног јудаизма који прихвата Исуса за месију, односно спасиоца. Ова секта се разликује од традиционалног Јудаизма због тога што традиционални Јевреји још увек чекају месију прореченог у Танаху (Стари завјет), док је за месијанске Јевреје спаситељ дошао, а он је Исус. Месијански Јевреји прихватају и Нови завјет, али основа њихових учења је Танах.
Месијански Јевреји себе сматрају за припаднике јудаизма; међутим, од стране свих јудаистичких институција они се броје у хришћанске групе. Припадници месијанских Јевреја су поред не-Јевреја нарочито Јевреји који су примили хришћанску веру. Теолошки стоје близу евангелистима. Најпознатији месијански Јеврејин у Србији је Мирољуб Петровић.

## Учење
Месијански Јевреји себе сматрају верницима у Исуса Христа, који се држе одређених култа јудаизма. Исповедају веру у јеврејску традицију и поштују суботу, тј. шабат, али верују у Христа као обећаног месију и Бога. По сопственом схватању они су у традицији прве Цркве у Јерусалиму коју су чинили углавном Јевреји. За библијска имена не користе грчке или латинске варијанте већ јеврејске, нпр. Исус Христос је Јешуа ha Машијах, Савле тј. апостол Павле је Шаул итд. Нови завет читају у енглеском, немачком или руском издању, те и у јеврејском преводу са грчког. Грцизирана и латинизирана имена у тим преводима опет преводе на јеврејско.
Месијански Јевреји преузели су доста празника из Старог завета, међу њима пасху, педесетницу, празник сенице, суботу и jом кипур. Традиционалне јеврејске ритуале тумаче сходно свом хришћанском убеђењу. Цркве месијанских Јевреја, названи исто месијанским синагогама, славе литургију суботом. Део литургије су и такозвана давидијанска музика, те и игранке и песме. Из рабинског јудаизма преузети су на пример кипа, традиционална јеврејска капица, или талит, молитвени шал итд. Месијанским Јеврејима могу да припадају Јевреји и не-Јевреји.

## Групације унутар месијанских Јевреја
Месијански Јевреји данас нису јединствени покрет, већ се деле углавном на две велике групе. Једна група држи се строго јудаистичког закона и одбацује неколико важних хришћанских догмата попут Свете Тројице; тиме су једнако одбијени од јудаистичких Јевреја, што важи за сваки хришћански правац, исто као од највећег дела хришћана за које нпр. учење о Светој Тројици има велики утицај. Ова закону верна група сматра друге месијанске Јевреје хришћанима јеврејског порекла a једино себе истинитим месијанским Јеврејима. Друга велика група месијанских Јевреја сматра да је јудаистички закон заобиђен, а заповести из Старог завета ограничени су на оне које требају да поштују и не-Јевреји. Ова група јако користи јеврејске атрибуте да би мисионирала међу Јеврејима, шта се нпр. од стране јудаистичких Јевреја веома негативно прима. Имају подршку од других хришћана, нпр. од Евангелиста, пошто велики део ако не и већи део ове групе потиче од хришћана. Обе групе међу собом се тешко акцептирају, те док први пребацују другима безакоње, други пак сматрају строгу послушност закону равно греху. Поред интерних конфликта и конфликта са јудаистичким Јеврејима, месијански Јевреји налазе се обично и у конфликту са другим Јеврејима хришћанске вере, нпр. са протестантским Јеврејима (као пример Jews for Jesus-покрет).

## Историја
Прве групе месијанских Јевреја настају у Европи 19. века. Прва такозвана месијанска синагога основана је у Угарској од једног Јосифа Рабиновица. Истоимени Јосиф Рабиновиц (одн. Рабинович, 1837-1899) из Бесарабије, Молдавија, ономад део Руске Империје, основао је у Кишињеву Заједницу Израиљаца Новог завета која је постојала до 1939. 1866 основана је Јеврејска хришћанска алијанција Велике Британије, 1915 Јеврејска хришћанска алијанција Америке.
Данашњи месијански покрети настали су у 1960-има у САД. Од 1980-их покрет постоји у Европи и Израелу, многи његови припадници пореклом су из бивше СССР. Највише их има у САД, Канади, Мексико, Аргентини, Јужној Африци, Израелу и Русији. У Израелу нпр. данас има око 4000 месијанских Јевреја и око 80 синагога. Главни део пореклом су из бивше СССР и из Етиопије.

## Ограничење према јеврејским хришћанима
Мада се броје у јеврејске хришћане, сами месијански Јевреји одбијају тај назив, јер прво сматрају јеврејске хришћане историјским називом са којим су се у раној Цркви разликовали хришћани пореклом Јевреја од хришћана пореклом од незнабожаца (од гојим, тј. гоја, народи); друго, јеврејски хришћани могу бити и припадници других хришћанских заједница, нпр. Православци или римокатолици. Осим тога, месијански Јевреји свесно одбијају да се називају хришћанима, због разних погрома Јевреја од стране хришћана, и себе броје у Јевреје односно Јудаисте. Од стране Јудаиста, опет, нису прихваћени, једном због вере у Христа, друго јер им се пребацује једно агресивно мисионирање међу Јеврејима.